# منحنى النمو

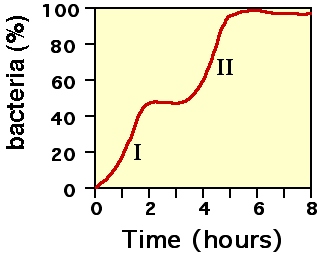
منحنى نمو البكتيريا ثنائي الطور.

منحنى النمو هو نموذج تجريبي لتطور كمية بمرور الوقت. تستخدم منحنيات النمو على نطاق واسع في علم الأحياء لكميات مثل حجم السكان أو الكتلة الحيوية (في علم السكان والديموغرافيا، لتحليل نمو السكان)، أو ارتفاع الجسم الفردي أو الكتلة الحيوية (في علم وظائف الأعضاء، لتحليل نمو الأفراد). يمكن رسم قيم الخاصية المقاسة على رسم بياني كدالة للوقت.